# Dvorec Slatna
Dvorec  Slatna (nemško Slatenegg) je stal pri Šmartnem pri Litiji, na mestu prazgodovinske naselbine in je danes skromna razvalina.

## Arhitektura
V 14. stoletju je  na tem kraju stal stolpast dvor plemiške rodbine Slattenegkov. Verjetno v začetku 17. stoletja so poslopje prezidali v dvorec Slatna.

## Zgodovina
V 16. stoletju so bili lastniki plemeniti Peltzhoferji, Wazenbergi, Scharffenecki in Graffenwegerji. Leta 1692 je Slatno kupil baron Jurij Krištof Ott pl. Ottenheimb in jo še istega leta odstopil baronici Mariji Izabeli Wernegkh. Po njeni smrti je dve leti pozneje gospoščino podedoval njen sin, grof Ernest Barbo-Wachsenstein in v lasti te rodbine je ostala Slatna do leta 1753, ko jo je dobila baronica Notburga Gusič, roj. Barbo. Gusiči so gospoščino prodali Matiji Pehaniju leta 1845, ki pa ni bil dolgo lastnik. Leta 1855 je posest kupil knez Weriand zu Windischgrätz. Posest je ostala v lasti njegovih dedičev do konca druge svetovne vojne ter je bila uničena zaradi gradnje ceste po njej. 